# Reymondia pyramidalis
Reymondia pyramidalis é uma espécie de gastrópode  da família Thiaridae.
Pode ser encontrada nos seguintes países: Tanzânia e possivelmente em República Democrática do Congo.
Os seus habitats naturais são: lagos de água doce.